# Moctezuma, Sonora
Moctezuma är en ort i Mexiko.   Den ligger i kommunen Moctezuma och delstaten Sonora, i den nordvästra delen av landet, 1 600 km nordväst om huvudstaden Mexico City. Moctezuma ligger 638 meter över havet och antalet invånare är 4 028.
Terrängen runt Moctezuma är platt åt nordost, men åt sydväst är den kuperad. Runt Moctezuma är det mycket glesbefolkat, med 2 invånare per kvadratkilometer. Moctezuma är det största samhället i trakten. Omgivningarna runt Moctezuma är i huvudsak ett öppet busklandskap.